# Gli amici degli amici hanno saputo
Gli amici degli amici hanno saputo è un film del 1973 diretto da Fulvio Marcolin.

## Trama
Vincenzino Cipolla si trasferisce con la sorella Annunziata a Torino, dove viene subito ingaggiato dal mafioso Salvatore Camarrò. Dopo alcuni giorni è testimone di un delitto mafioso ed è quindi costretto a rifugiarsi in Francia.